# Isamu Noguchi

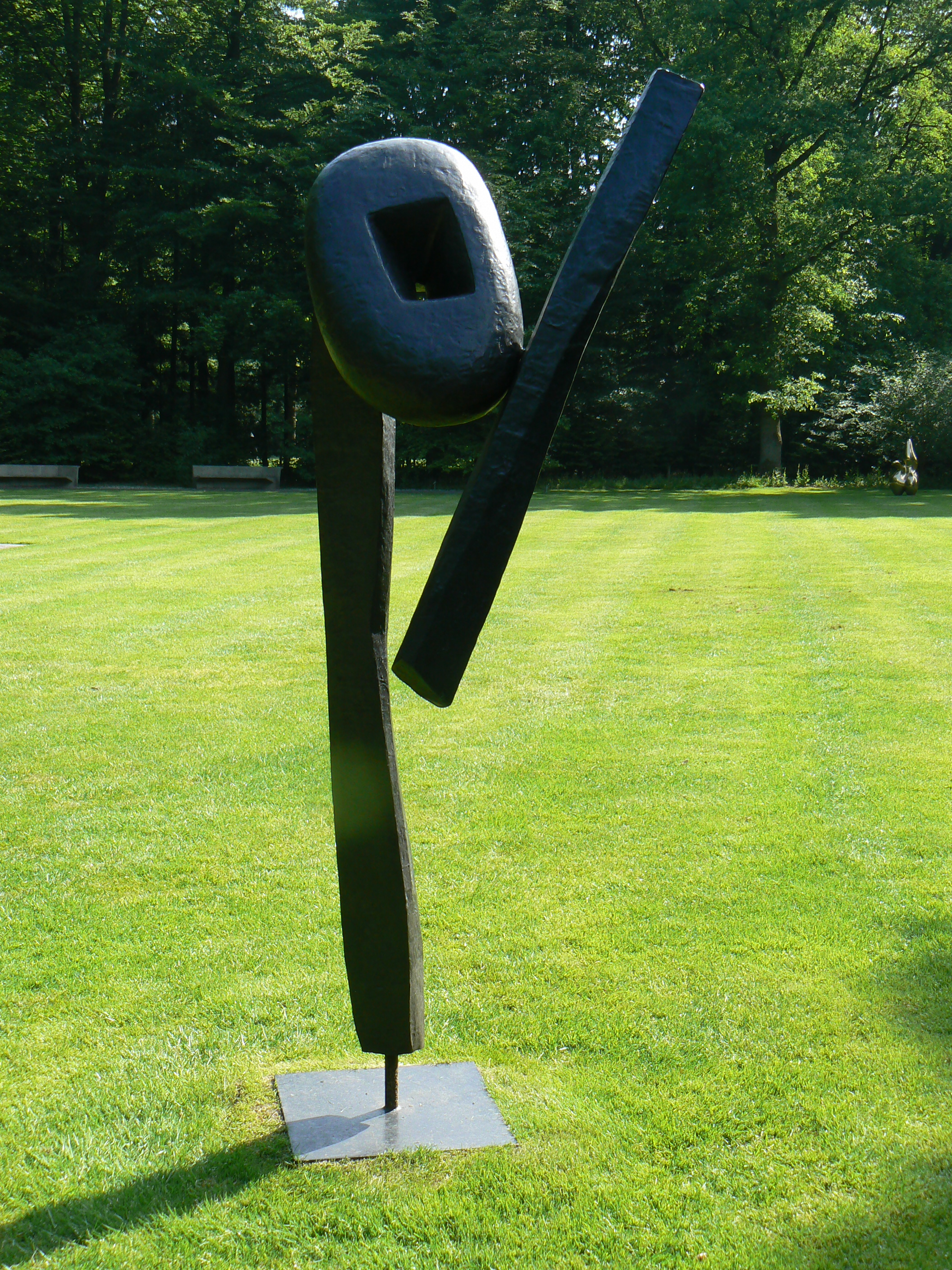
El Llanto, escultura de Isamu Noguchi.

Isamu Noguchi (野口 勇) (17 de noviembre de 1904 - Los Ángeles, 30 de diciembre de 1988) fue un  escultor y diseñador estadounidense-japonés.

## Biografía
Fue hijo del poeta japonés Yone Noguchi y la escritora  norteamericana Léonie Gilmour, pasó su infancia en Japón y a partir de su adolescencia en Norteamérica. Empezó los estudios de medicina en la Universidad de Columbia, estudiando paralelamente cursos sobre escultura, se diplomó en La Porte High School de Indiana en 1922. Dos años más tarde amplio sus estudios en Nueva York con Onorio Ruotolo en la escuela Leonardo da Vinci Art School.
En París estudió en la Académie de la Grande Chaumière. Entre 1927 y 1928 trabajó en el estudio parisino del escultor rumano Constantin Brancusi. De ahí viajó y estudió en Inglaterra, China y México.

## Trayectoria artística
En 1938 ganó el concurso nacional para decorar el pabellón de la agencia Associated Press en el Rockefeller Center de Nueva York con una enorme escultura de acero inoxidable.
A partir de 1935 realizó diversos decorados para escenarios teatrales y colaboró con una veintena de obras en la coreografía de Martha Graham entre 1944 y 1988.
Después de 1950 sus proyectos más ambiciosos iban destinados a espacios al aire libre, diseñados según los principios estéticos de los jardines japoneses, en los que grandes esculturas abstractas se disponen en lugares predeterminados para lograr un equilibrio entre ellas, los espacios o jardines que las integran y la arquitectura que las rodea.
Ejemplos destacados son el jardín de la Paz (1956-1958, sede de la Unesco, París), el jardín del Agua (1964-1965, Chase Manhattan Bank Plaza, Nueva York), el jardín Billy Rose Art (1965, Jerusalén) y la
plaza del distrito japonés de Los Ángeles.

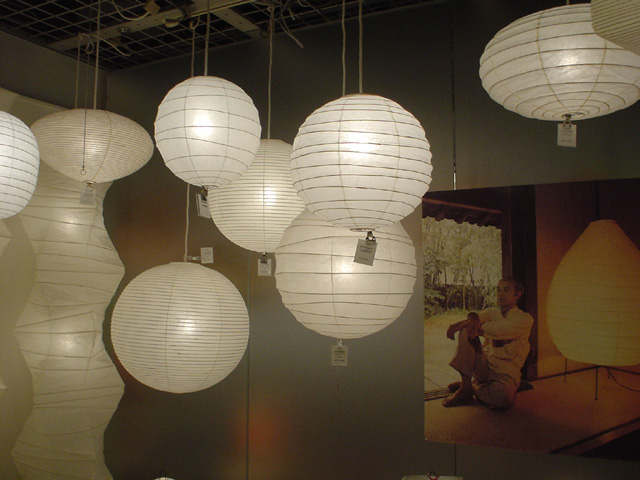
Lámparas Akari.

Además, a lo largo de toda su carrera también diseñó muebles de interior, como por ejemplo las lámparas Akari.

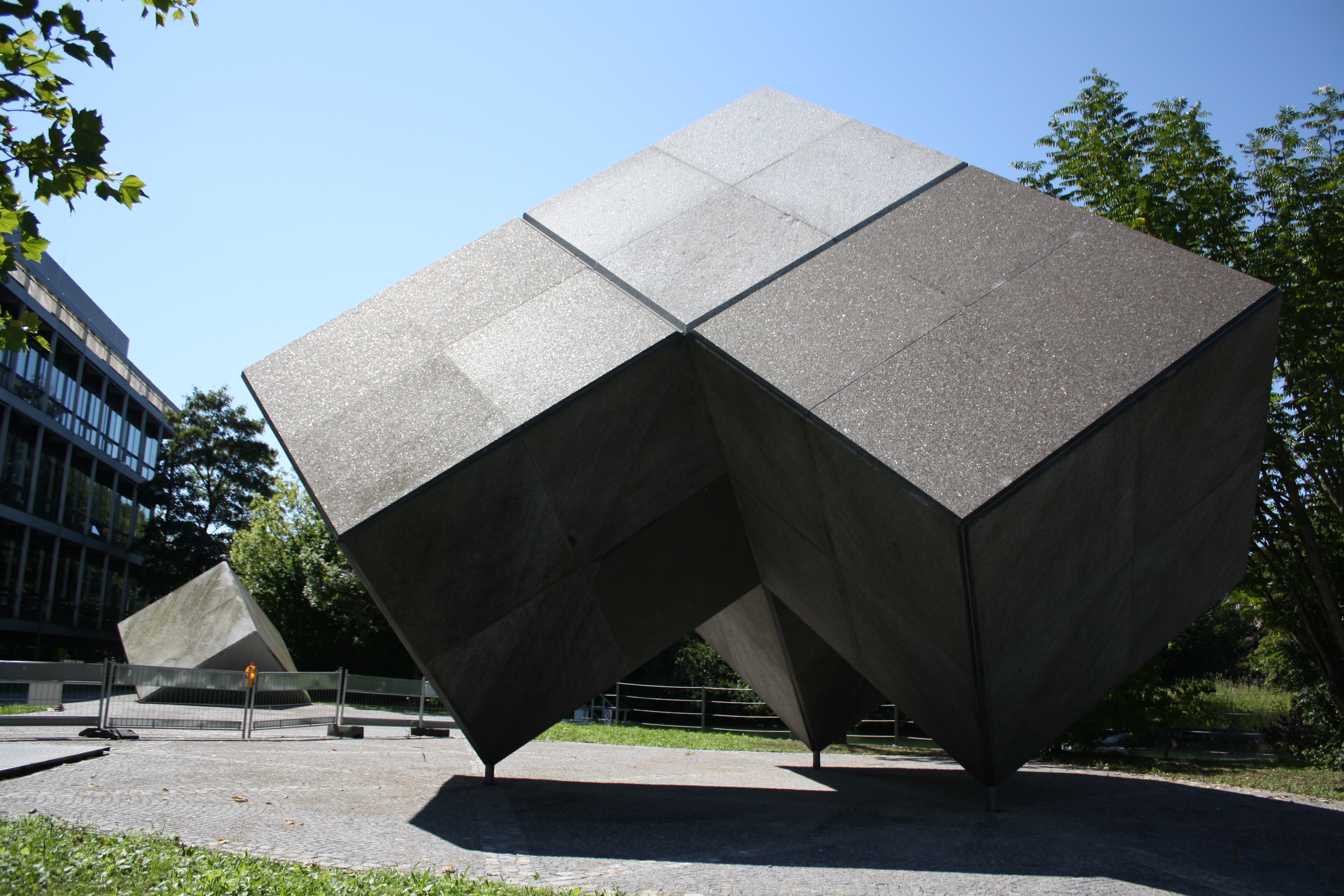
Zwillingsplastik 1972 Múnich

## Análisis de su obra

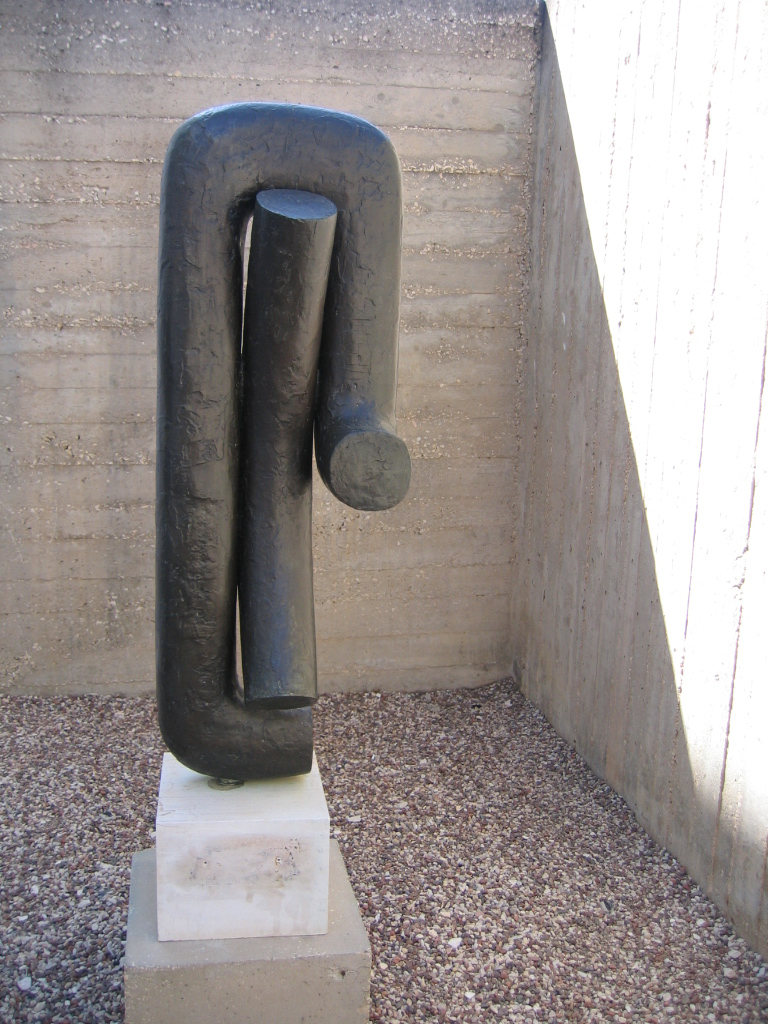
Heimar, 1968, Musée d’Israël, Jérusalem, Israël.

Las obras de Noguchi se caracterizan por sus formas abstractas perfectamente pulimentadas, en las que combina la sutileza típica oriental con la más refinada sofisticación del arte occidental.
Utiliza un estilo bioformista.